# Celiptera pertusa
Celiptera pertusa là một loài bướm đêm trong họ Erebidae.